# Zelená knihovna
Zelená knihovna je pojem, na který lze nahlížet buď jako na ekologickou budovu knihovny, nebo jako na takovou instituci chovající se environmentálně šetrně. Ideální je kombinace obojího, podstatou je snížit ekologickou stopu na minimum.

## Zelená budova

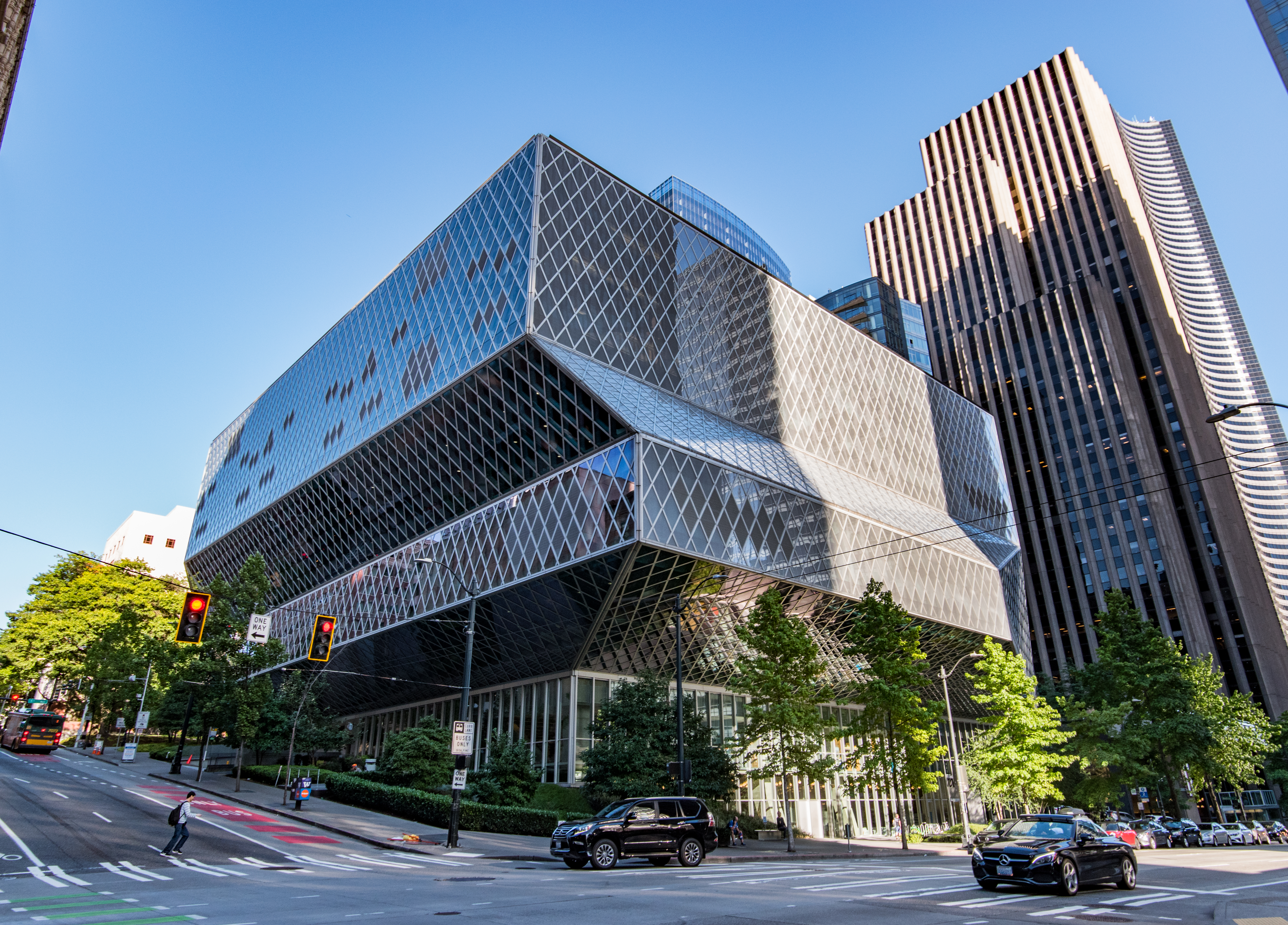
Ústřední knihovna v Seattlu

Pod označením Zelená budova si lze představit opět několik termínů: ekologická budova, ekoarchitektura, ekostavitelství, trvale udržitelná architektura, pasivní domy a podobně. Stavba může být např. postavena z přírodních materiálů nebo alespoň využívat šetrné technologie, které řeší úsporu energií (solární panely).
Jako příklad ekologické stavby knihovny lze uvést Ústřední knihovnu v Seattlu, která zrecyklovala 75 % stavebního odpadu. V oknech využívá trojité sklo, které zabraňuje přehřívání budovy a na střeše má umístěnu nádobu na dešťovou vodu, která se využívá k zavlažování okolní zeleně. Jako další příklad lze uvést Národní knihovnu v Singapuru, která využívá světelné police se senzory reagujícími na intenzitu denního světla, což je velmi praktické i ekonomické. 

## Zelené úřadování
Zelené úřadování je environmentálně příznivé chování, obecně se mluví pouze o institucích financovaných z veřejných prostředků. Protože neexistuje žádný standard v rámci knihovnické obce, je čistě na vlastní iniciativě knihovny, zda bude zelené principy následovat. V zahraničí je toto již poměrně běžnou záležitostí.
Zelené úřadování zahrnuje systémová opatření zaměřená na samotný provoz i chování knihovny a také na nakupování. Zelené nakupování je začátkem pro zelené úřadování. Při nákupu environmentálně příznivého zboží dochází ke snížení zátěže na životní prostředí. (Pokud si knihovna koupí např. regály od místního stolaře, nebude spotřebována energie na dovoz – benzín, emise; navíc podpoří místní ekonomiku.) Poptávka po ekovýrobcích zvyšuje jejich dostupnost na trhu a také stimuluje ekologické inovace. Všechny aspekty environmentálně šetrného chování ve finále mohou snižovat náklady na provoz, což je cíl, ke kterému rádi dospějí všichni ekonomové knihoven. Pro samotné knihovníky/ce i uživatele to přináší zdravější prostředí. Knihovny jako vzdělávací pilíře mohou pozitivně ovlivnit environmentálně šetrným hospodařením i své uživatele.
Ukázka oblastí, kterých  se zelené úřadování může dotýkat se stručnými příklady:
- Kancelářské potřeby – nelakované tužky, fixy na vodní bázi
- Papír a výrobky z papíru – šanony, recyklovaný papír, zvážit tisk
- Nakládání s odpady – třídit odpad, využívat sběrné dvory, žížalový kompost
- Spotřeba energie (vytápění budov, úsporně energetická opatření - izolace budov, zlepšení kvality oken, používání elektrických přístrojů, osvětlení)
- Čištění a úklid – čističe na přírodní bázi, rozpustné ve vodě
- Zařízení interiéru, podlahové krytiny a nátěrové hmoty – přírodní vosky
- Hospodaření s vodou – např. duální splachování, pákové baterie
- Jídlo - občerstvení na poradách, akcích pro čtenáře – je vhodné nabízet kohoutkovou vodu, nakupovat u místních pekařů, zelinářů či fair trade výrobky[3]
- Doprava – např. podpora cyklodopravy a cyklistů třeba pořízením stojanů na kola

Na výše uvedené aspekty je dobré myslet již při nákupu, držet se poučky Reduce-Reuse-Recycle! V orientaci nám mohou pomoci loga, známky certifikáty jako FairTrade, Ekologicky šetrný výrobek, Ekologicky šetrná služba atp.

## Zelená knihovna
Projekt Zelená knihovna provedl první pokus o zavedení “desatera” environmentálně šetrné knihovny a zmapoval situaci knihoven v ČR v roce 2012. Zajímavé bylo zjištění, že knihovny poměrně často principy environmentálně šetrného hospodaření následují, ale jelikož to berou za automatické, nikterak to nezveřejňují, což je škoda. Příklady táhnou a motivace pro další kolegy je potřeba. Dobré je navázat spolupráci s místními ekologickými institucemi (Veronica, Duha atd.) a vzájemně se podpořit. Zajímavá akce např. na podporu Fair trade výrobků je Férová snídaně, která zároveň může nalákat nové čtenáře.